# Carl Friedländer
Carl Friedländer (Brieg (Brzeg), Silèsia 1847 - Meran (Merano), Tirol, 1887) fou un patòleg i microbiòleg alemany que ajudà a descobrir el bacteri causant de la pneumonia el 1882. També va descriure per primer cop els thromboangiitis obliterans. Identificà per primer cop el bacteri Klebsiella pneumoniae dels pulmons de gent que havia mort de pneumonia. Per això, sovint es refereix a la Klebsiella pneumoniae com bacteri de Friedländer o bacil de Friedländer.
El 1886 introduí l'ampolla en la medicina.

## Obres destacades
- Über die Schizomyceten bei der acuten fibrösen Pneumonie. Virchow's Arch pathol. Anat. u. Physiol., 87 (2):319-324, Feb. 4, 1882.
- Arteriitis obliterans. Zentralblatt für die medizinischen Wissenschaften, Berlin, 1876, 14.